# StLB VL 11–16
Die Loks VL 11 bis VL 16 sind dieselelektrische Schmalspur-Lokomotiven der Steiermarkbahn (früher Steiermärkische Landesbahnen).

## Vorgeschichte
Bis in die 1960er-Jahre wurden die Schmalspurbahnen der Landesbahnen nahezu ausschließlich mit Dampflokomotiven betrieben. Die Einführung von Austro-Daimler-Benzintriebwagen in der Zwischenkriegszeit scheiterte an deren technischen Unzulänglichkeiten, einige Diesellokomotiven aus Beständen der Heeresfeldbahn standen nach dem Zweiten Weltkrieg für untergeordnete Dienste wie den Verschub zur Verfügung.
Der Ersatz der Dampflokomotiven wurde als Notwendigkeit erkannt, um die Schmalspurbahnen wirtschaftlich zu führen und als Verkehrsträger konkurrenzfähig zu erhalten. Da die von Simmering-Graz-Pauker gebaute Reihe ÖBB 2095 für die Bedürfnisse der Landesbahnen als nicht geeignet angesehen wurde, entwickelten die ÖAMG Zeltweg und Brown-Boveri eine Lokomotive mit Mittelführerstand und dieselelektrischer Kraftübertragung für den schweren Streckendienst.

## Konstruktion
Der Fahrzeugrahmen ist eine Schweißkonstruktion aus Walzprofilen und Blechen und ruht auf zwei zweiachsigen Drehgestellen, welche als kastenförmige Schweißkonstruktion aus Stahlblechen ausgeführt sind. Rahmen und Drehgestellwiege sind mit Platten aus Manganstahl verbunden, die Führung erfolgt über Drehzapfen. Die beiden Drehgestelle sind gegen die Wiege mittels Schraubenfedern und Stoßdämpfer abgefedert.
Auf dem Rahmen sitzt der Aufbau mit Mittelführerstand, welcher aus Stahlprofilen und -blechen hergestellt wurde. Im vorderen, längeren Vorbau befindet sich die Maschinenanlage, im hinteren die Vakuumpumpe, der Heizkesser für die Zugheizung und elektrische Einrichtungen.
Die Maschinenanlage bestand anfangs aus einem Sechszylinder-Viertakt-Dieselmotor MAN R6V 16/18 BT mit einer Leistung von 360 PS (VL 11 – 15) bzw. 430 PS durch Ladeluftkühlung (VL 16), welcher später aufgrund von Problemen mit undichten Zylinderbuchsen durch einen MTU 6 V 396 TC 12 mit 395 kW Leistung ersetzt wurde. Direkt an den Motor angeschlossen ist der Hauptgenerator BBC GC 500/6c, welcher den Strom für die vier parallel geschalteten, fremdbelüfteten Tatzlager-Fahrmotore BBC GDGM 055 erzeugt. Gesteuert wird über eine BBC Servofeldregelung mit Füllungsveränderung des Dieselmotors und 12 Fahrstufen, wodurch der Motor im gesamten Geschwindigkeitsbereich mit derselben Drehzahl läuft.

Gebremst wird mittels einer Hardy-Vakuumbremse (Zugbremse) und einer Druckluftbremse (Lokbremse). Die Lokomotiven sind mit einer wegabhängigen BBC-Sicherheitsfahrschaltung sowie Zugfunk ausgerüstet.

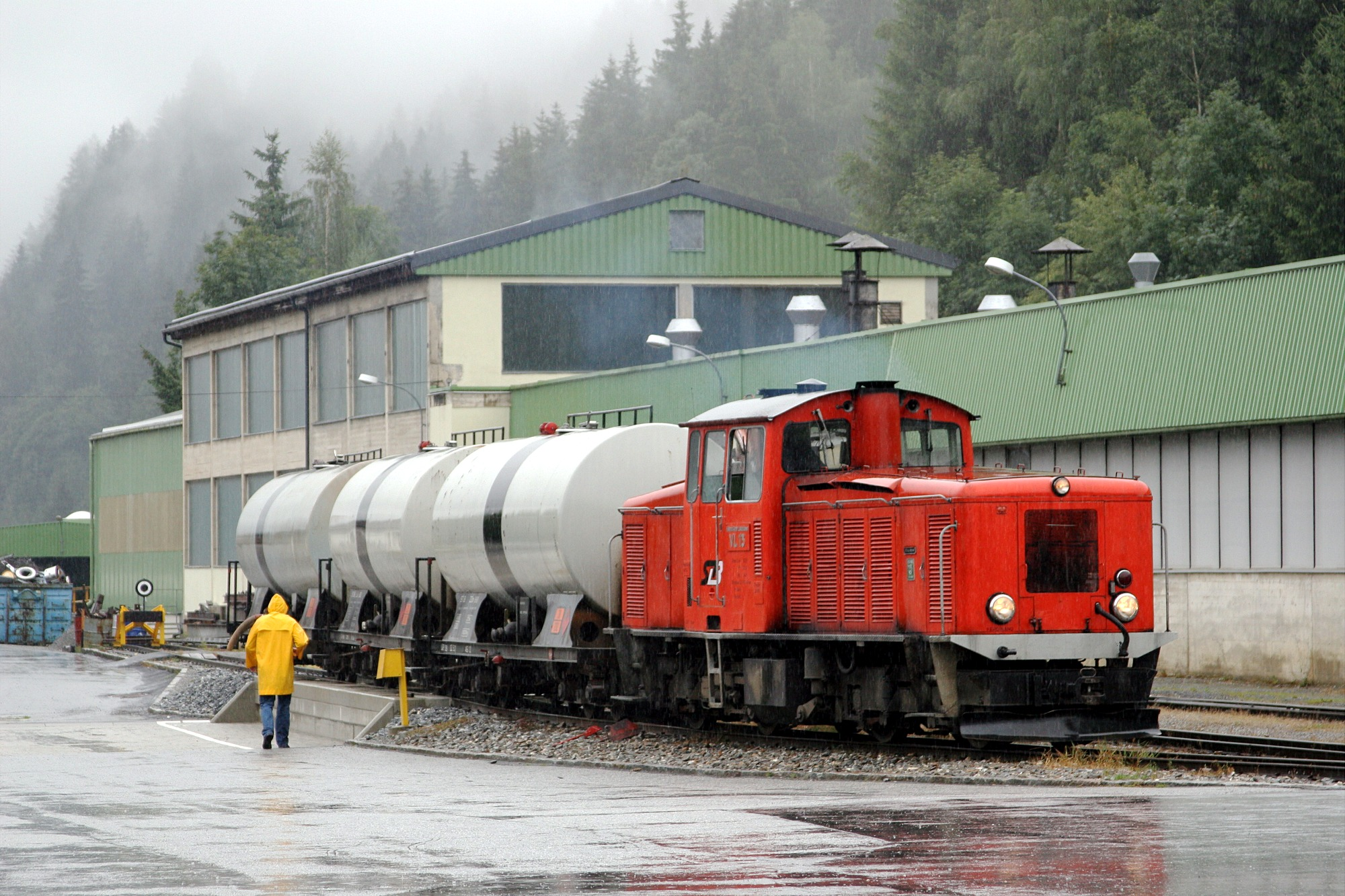
VL 13 mit Güterzug in Murau (2006)

## Einsatzgeschichte
Die insgesamt sechs Lokomotiven wurden von 1965 bis 1967 ausgeliefert. Die VL 11 wurde zum 70-Jahr Jubiläum der Murtalbahn vorgestellt und dort erprobt, kam dann aber zur Thörlerbahn nach Kapfenberg, wo sie bis zu deren Einstellung stationiert blieb. Die Lokomotiven VL 14 und VL 15 wurden auf der Feistritztalbahn und VL 12, VL 13 und VL 16 auf der Murtalbahn in Dienst gestellt. Mit diesen Lokomotiven war es den Landesbahnen nun möglich, die Dampflokomotiven weitgehend aus dem alltäglichen Planverkehr abzuziehen. Auf der Murtalbahn sowie der Feistritztalbahn – bis zur dortigen Einstellung des Personenverkehrs im Jahr 1973 – kamen die Loks im Personen- und Güterverkehr zum Einsatz, auf der Thörlerbahn gab es zum Zeitpunkt der Anlieferung nur noch Güterzüge. Die sechs Lokomotiven waren fortan das betriebliche Rückgrat der Landesbahn-Schmalspurbahnen. Eine vollständige Umstellung auf Dieselbetrieb war mit ihnen alleine aber noch nicht möglich, als Reserve und auch für den aufkommenden Betrieb der Touristen-Bummelzüge blieben einige Dampflokomotiven erhalten.

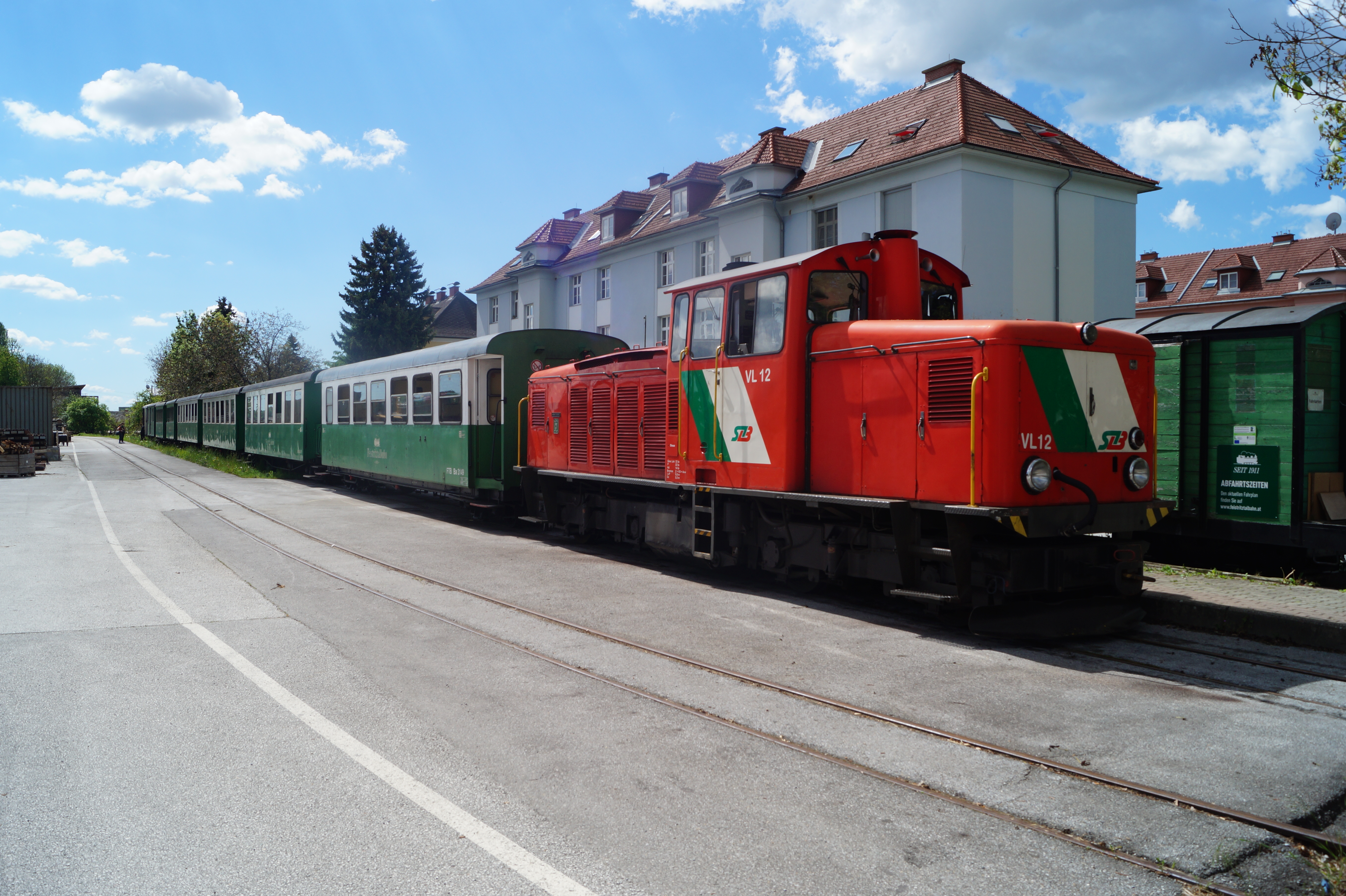
VL 12 in Weiz (2017)

VL 12, 13 und 16 erhielten 1978, 1979 und 1984 einen neuen MTU-Dieselmotor.
In den 1980er-Jahren wurde auf der Murtalbahn mit der Anschaffung der Dieseltriebwagen VT 31–35 die bis dahin übliche Führung von Güterzügen mit Personenverkehr aufgegeben. Auch die teilweise Einstellung der Feistritztalbahn und der Erwerb zweier Lokomotiven der Reihe 740 der jugoslawischen Staatsbahnen (umgebaut zu VL 22–23) führte zu einer nachhaltigen Entspannung auf dem Triebfahrzeugsektor.

### Verbleib
- VL11 wurde 1994 außer Dienst gestellt und diente in Weiz bis 2019 als Ersatzteilspender, anschließend ging sie an die CFI in Crișcior/Rumänien.
- VL12 befindet sich auf der Feistritztalbahn in Birkfeld, vermietet an den Club U 44.
- VL13 ist auf der Murtalbahn im Einsatz.
- VL14 wurde 1999 abgestellt, 2020 kam sie zur ÖGEG auf der Steyrtalbahn, 2024 ging sie an die CFI in Crișcior/Rumänien.
- VL15 befindet sich seit 2019 im Besitz der ÖGEG. Seit Mai 2025 ist sie wieder betriebsfähig und wird als V400 für Sonderzüge auf der Steyrtalbahn eingesetzt.
- VL16 befindet sich auf der Feistritztalbahn in Birkfeld, vermietet an den Club U 44.